# 革命的労働者党建設をめざす解放派全国協議会
革命的労働者党建設をめざす解放派全国協議会（かくめいてきろうどうしゃとうけんせつをめざすかいほうはぜんこくきょうぎかい、略称：解放派全協）は、社青同系の日本の新左翼党派の一つ。1980年から1984年にかけて革労協狭間派から分裂して結成された。別称は労対派。警察は極左暴力集団、マスコミは「過激派」と呼んでいる。

## 概要
1977年2月、革命的労働者協会（社青同解放派）は筆頭総務委員の中原一(笠原正義)を当時敵対関係にあった革マル派に殺害された。これを契機に、徹底報復を主張する軍事路線志向の狭間嘉明らの学生活動家出身グループの狭間派（少数派）と、大衆闘争や労働運動を重視する滝口弘人らの労働者グループ（労対派、多数派）とが対立するようになった。1980年9月 狭間派が労対派を武装襲撃、1981年6月 労対派は革労協から分裂し、1984年に「革命的労働者党建設をめざす解放派全国協議会」を結成した。この分裂を機に解放派社青同は事実上機能を停止した。
労対派の名称は革労協労対部の潮流が中心となったからだと言われる。その命名のルーツについては、現在もなお敵対している革マル派による、解放派の内部抗争と分裂に際する分析のためのカテゴライズ（区別化）のための名称である、という説がある（革マル派は機関紙上では「労対部官僚」という呼称を昔から使っていた）。
- 指導者：滝口弘人（1999年死去）、高見圭司ら
- 機関誌紙：『解放の通信』、『連帯』（旧『プロレタリア革命』-月刊）
- 活動拠点：連帯社

## 思想
解放派全協は、社青同解放派の設立者である滝口弘人が指導者となったため、思想は分裂前の社青同解放派と基本的に同一である。

## 歴史
1977年2月11日 書記長の中原一(本名：笠原正義)が革マル派に殺害される(革労協書記長内ゲバ殺人事件)。この結果、狭間嘉明(本名：竹海衆)ら学生委員会武闘派・PSD（プロレタリア統一戦線戦闘団）の軍事主義が強まり、対革マル戦が激化。大衆闘争・労働運動重視の多数派（後の労対派）は革マル派の「宗派主義」を批判する一方で、狭間らの内ゲバ路線の修正を求めたが、狭間らは党派内でスパイの疑いをかけ査問を実施、労対派の追い落としを開始（いわゆるヨーロッパ問題）。
1980年9月15日 三里塚で狭間派が労対派を武装襲撃（九・一五襲撃事件）。労対派は狭間派を「宗派グループ」、「反動的グループ」、「スターリン主義」と批判。労対派らは組織的声明を出すため会議を開催したが、今後の組織再建の方向性で複数意見が対立。
1982年6月 『解放の通信』第1号で狭間派を「宗派主義に陥った一部のグループは、「総務委員会」をデッチ上げ、形式的・実質的組織分裂に突き進んだ。」と批判し、同時に「列内から宗派主義を生み出し、革命的プロレタリアート、先進的学生に反階級的襲撃を行う反動的グループを発生させてしまったという痛苦な現実を直視し、我々は、組織の抜本的再建の道を歩むことを決意した」と自己批判して組織再建を宣言。
1982年10月 『解放の通信』第4号で「革命的労働者協会（社会党・社青同解放派）再建全国連絡会議」（再建全国連絡会議）の結成を決定。
1984年6月 『解放の通信』第7号で「革命的労働者党建設をめざす解放派全国協議会」（全協）推進と、再建全国連絡会議の発展的解消を予告。
1985年6月 『解放の通信』第8号で全協を「協議体としての性格をもった政治組織再建のための過渡釣組識」と位置付け、再建全国連絡会議を解消。
1999年 指導者の滝口弘人が死去。
2002年3月 全協による『解放の通信』創刊号で、現在は「永続革命「第二段階中期」」とし、「解放派は一九八〇年に分裂した。レーニン主義への回帰が同時にスターリン主義への堕落と一つになった部分が、組織を破壊した。」、「われわれは一部のスターリン主義に転落した部分と分かれて、「協議と共同行動」を軸に全協運動を推進してきている。」とした。
公式サイトは長く更新が途絶えてきたが、2020年9月に「一定の到達点に来た」ことと編集委員会のメンバーの死亡が続いたことから「休刊」を宣言、事実上活動休止した。

## 主な拠点

### 大学
- 東京大学

東京社会主義学生会議が、社青同の組織に発展的に転化、東京外大で寮運動を行ない、東大に学士入学した滝口弘人が社青同東大学生班を結成（後に江田五月、横路孝弘も参加）。
- 早稲田大学

1968年12月 革マル派が早大文連及び早祭実支配のため、解放派メンバーを襲撃。解放派は早大より追いだされる。延長戦として、1月、東大闘争のさなか、駒場の解放派も襲撃する。その後、革マル派の支配になる
- 明治大学

狭間派の拠点であった
- 神奈川大学

北條委員長が居るなど、社青同解放派の拠点であった。1973年9月14～15日 深夜、新学期の直前、川口大三郎事件を発端とし、早稲田解放闘争の継続を恐れた革マル派150名が神奈川大学に泊り込んだ解放派部隊約50人に4時間にわたり夜襲をかける（警察は介入しない、黙認?）。この結果、解放派部隊のほとんどが入院という大きな打撃を受け、反撃された革マル派2名が死亡（神大内ゲバ殺人事件）。1974年の横浜国大内ゲバ殺人事件では神奈川大学の学生が内ゲバの被害になっている。1996年に過激派（解放派）による國學院大學横浜たまプラーザキャンパスで起こった革マル派学生への内ゲバ殺人事件に絡む機動隊の強制突入により、全学自治会が大学内から追放されて以来、大学によって結成を禁止されている。

### 労組
- 全水道東京水道労働組合（執行部と青年女性部に活動家が存在する）
- 国労高崎地本（活動家が存在する）
- 他にも自治労、地域労組や民間無組織労働者の組織化のために活動家が存在し活動している。